# گلخار حسنوا
گلخار حسنوا (به انگلیسی: Gulkhar Hasanova) خواننده برجسته اپرای اهل آذربایجان و «هنرمند مردمی» آذربایجان شوروی بود.

## زندگی‌نامه
گلخار حسنوا ۱۰ دسامبر سال ۱۹۱۸ در روستای بایراملی شهرستان شمکور در جمهوری خلق آذربایجان چشم به جهان گشود. چون علاقه داشت تحصیلات خود را در زمینه طب ادامه دهد، وارد هنرستان پزشکی باکو شد. هنگامی که دانشجو بود، به یک عضو فعال باشگاه غیرحرفه‌ای درام تبدیل شد و شور و شوق شدیدی نسبت به بازیگری و آوازخوانی از خود نشان داد.
در سال ۱۹۳۶، همزمان با اینکه در رشته بازیگری مدرسه سینمای باکو به تحصیل می‌پرداخت، فعالیت‌های هنری اش را به عنوان بازیگر در تئاتر دولتی تماشاگران جوان جمهوری آذربایجان آغاز نمود. عزیر حاجی‌بیگف که در یکی از اجراهای گلخار حسنوا حضور داشت، به استعداد موسیقی او پی برد و به او پیشنهاد داد به عنوان تک‌خوان در آکادمی ملی اپرا و تئاتر باله آذربایجان کار کند. وی تا آخر کارنامه اش در همان تئاتر مشغول به کار شد.
گلخار حسنوا بیشتر اپراهای مقامی را آواز می‌خواند؛ ژانر ترکیبی که به موسیقی تلفیقی موسیقی‌های بل کانتوی اروپا و سنتی آذربایجان گفته می‌شود. از وی به خاطر ایفای نقش‌های لیلی در اپرای لیلی و مجنون و «عرب‌زنگی» در اپرای شاه اسماعیل تقدیرهای فروانی شد.
گلخار حسنوا به عنوان مربی موسیقی مشارکت‌های زیادی در پرورش خوانندگان اپرا از خود نشان داد. در طول عمرش، او گاهی اوقات در فیلم‌های سینمایی نقش‌های فرعی را ایفا کرد.

## جایزه
- در سال ۱۹۸۲، گلخار حسنوا نام افتخار «هنرمند مردمی» آذربایجان شوروی را دریافت نمود.[۶]